# Régent Beaudet
Pour les articles homonymes, voir Beaudet.
Régent Luc Beaudet, né le 28 septembre 1939 à Sorel, est un homme politique et médecin québécois, député d'Argenteuil à l'Assemblée nationale du Québec sous la bannière du Parti libéral du Québec de 1994 jusqu'à sa démission le 18 décembre 1997.

## Biographie

### Jeunesse
Régent Luc Beaudet naît en 1939 de Jean-Charles Beaudet et de Winifred Casaubon. Il étudie au séminaire de Saint-Hyacinthe de 1952 à 1960, avant de poursuivre en médecine à l'Université de Montréal, jusqu'en 1965. Il détient des certificats du Collège royal des médecins et chirurgiens de la province de Québec, du American Board of General Surgery et du American Board of Thoracic and Cardiovascular Surgery depuis 1972. En 1989-1990, il réalise des études en gestion commerciale au HEC Montréal.
Il devient par la suite médecin et occupe plusieurs postes à l'Hôtel-Dieu de Montréal de 1972 à 1977, puis à l'Hôpital Notre-Dame de Montréal de 1977 à 1991. De 1973 à 1991, il est aussi professeur titulaire du département de chirurgie à l'Université de Montréal. Il est directeur des services professionnels au Centre hospitalier Saint-Michel en 1992, puis à l'Hôtel-Dieu jusqu'en septembre 1994.

### Carrière politique
Il est élu député libéral d'Argenteuil aux élections de 1994. Il démissionne le 18 décembre 1997.
Après sa démission, des élections partielles ont lieu le 1er juin 1998, remportées par le libéral David Whissell.

### Après la vie politique
De 1998 à 2002, Beaudet est directeur de la santé publique à l'Hôpital Charles-Le Moyne, puis est président du Groupe Beaudet, société de gestion de terrains de golf, de 2002 à 2007. Il est depuis retraité, mais reste membre des conseils d'administration de plusieurs entreprises et institutions.

## Résultats électoraux
|                                                                                               | Nom               | Parti               | Nombre de voix | %      | Maj.  |
| --------------------------------------------------------------------------------------------- | ----------------- | ------------------- | -------------- | ------ | ----- |
|                                                                                               | Régent L. Beaudet | Libéral             | 15 272         | 42,6 % | 1 802 |
|                                                                                               | André Riendeau    | Parti québécois     | 13 470         | 37,6 % | -     |
|                                                                                               | Hubert Meilleur   | Action démocratique | 6 622          | 18,5 % | -     |
|                                                                                               | Serge Bérubé      | Parti citron        | 270            | 0,8 %  | -     |
|                                                                                               | Russell C. Guest  | Loi naturelle       | 224            | 0,6 %  | -     |
| Total                                                                                         | Total             | Total               | 35 858         | 100 %  |       |
| Le taux de participation lors de l'élection était de 81,8 % et 530 bulletins ont été rejetés. |                   |                     |                |        |       |